# Oregon Route 182
Az Oregon Route 182 (OR-182) egy oregoni állami országút, amely kelet–nyugati irányban a Devil’s Punch Állami Természetvédelmi Területtől a 101-es szövetségi országút Otter Rock-i csomópontjáig halad.
A szakasz Otter Rock Highway No. 182 néven is ismert.

## Leírás
Az útvonal Otter Rock óceánparti részén, a Devil’s Punch Állami Természetvédelmi Területnél kezdődik. Keletre haladva a 1st Street és az Otter Crest Loop kereszteződéséhez érkezik, majd a 101-es szövetségi útban végződik.
A szakasz 2005. szeptember 26-án kikerült az állam fennhatósága alól.

## Fordítás
- Ez a szakasz részben vagy egészben  az   Oregon Route 182 című angol Wikipédia-szócikk ezen változatának fordításán alapul.  Az eredeti cikk szerkesztőit annak laptörténete sorolja fel. Ez a jelzés csupán a megfogalmazás eredetét és a szerzői jogokat jelzi, nem szolgál a cikkben szereplő információk forrásmegjelöléseként.